# فرودگاه شهدای رامسر
فرودگاه شهدای رامسر (یاتا: RZR، ایکائو: OINR) در شهر رامسر، استان مازندران، ایران است.
فرودگاه رامسر در سال ۱۳۰۹ در محل فعلی فرودگاه با ورودی به بلوار معلم (کازینو) توسط آلمانی‌ها شناسایی و موردمطالعه قرار گرفت و در سال ۱۳۳۱ مورد بهره‌برداری قرار گرفت.
در ابتدا از فرودگاه رامسر بعنوان یک فرودگاه تشریفاتی استفاده شد و پذیرای هواپیماهای ویژه خاندان سلطنتی، مهمانان ویژه وسپس مسافرین خارجی بود، اما پس از انقلاب مورد استفاده عمومی مردم قرار گرفت و با روند افزایشی پروازها روبرو شد، اوج سالهای فعالیت فرودگاه رامسر سالهای ۹۸ تا ۱۴۰۱ بود، سالهایی که به لطف ورود هواپیماهای Atr به ناوگان ایران ایر، فرودگاه های شمال کشور از جمله رامسر بسیار فعال شد. 
در آن سالها در ماه‌های مختلف سال تعداد پرواز متفاوت بود و در ایام خاص (برای مثال تعطیلات نوروز و …) تعداد پرواز رفت و برگشت در یک روز به ۱۶ پرواز نیز میرسید. 
باند جدید این فرودگاه به طول ۲۶۵۰ متر در خرداد ۹۹ افتتاح شد، هم‌اکنون امکان نشست و برخاست هواپیماهای ایرباس ۳۲۰ و بوئینگ ۷۳۷ و هواپیماهای هم رده وجود دارد، باند جدید فرودگاه موانع پروازی دارد (شهرک باغ ملی و مجتمع تفریحی آموزشی) که این موانع باعث شد از طول باند جدید فرودگاه به صورت چشمگیر کاسته شود،  به طوریکه هم اکنون از حدود ۲۲۰۰ متر از باند استفاده میشود. رفع موانع با توجه به ارزش بالای آن در صورت تملک در قالب پروژه ملی باید تعریف گردد.این فرودگاه در سال ۱۴۰۰  به مرز هوایی تبدیل شده و مدتی نیز در تابستان همان سال توسط هواپیمایی تابان به شهر مسقط پرواز مستقیم داشت.
در حال حاضر تنها پرواز مسافری این فرودگاه به مقصد مشهد هست که اخیرا توسط هواپیمایی آتا با همکاری بخش خصوصی در روزهای دوشنبه و‌ جمعه برقرار شده است

## شرکت‌های هواپیمایی و مقصدهای پروازی
| شرکت هواپیمایی  | مقصدهای پروازی |
| --------------- | -------------- |
| هواپیمایی آسمان | مشهد           |
| هواپیمایی آتا   | مشهد           |
| هواپیمایی تابان | مسقط           |

## ماجرای دانشگاه ملاصدرا
برای ساخت باند جدید فرودگاه که در سال ۹۹ افتتاح شد، دانشگاه فنی حرفه‌ای ملاصدرا رامسر تخریب شد و به شهر سادات شهر انتقال یافت.